# Carlos Hoffmann
Carlos Hoffmann, mit vollständigem Namen Carlos Jaime Hoffmann Vargas, (* 5. Mai 1936 in Valparaíso; † 5. Juni 2013 in Concepción) war ein chilenischer Fußballspieler und -trainer. Der Mittelfeldspieler spielte acht Mal für die Nationalmannschaft Chiles und nahm am Campeonato Sudamericano 1959 teil.

## Karriere

### Verein
Carlos Hoffmann debütierte 1955 bei den Santiago Wanderers und entwickelte sich zum Stammspieler des Teams. Hoffmann war beim Titelgewinn 1958 ein wichtiger Spieler. Zudem gewann er zwei Mal die Copa Chile mit den Wanderers. 1965 wechselte der Linksfuß zu Green Cross Temuco, 1968 ging er zu Deportes Concepción und beendete 1970 seine aktive Karriere bei Naval de Talcahuano.

### Nationalmannschaft
Carlos Hoffmann gab sein Debüt in der chilenischen Nationalmannschaft beim Campeonato Sudamericano 1959, als er beim 1:1-Unentschieden gegen Peru in der 53. Spielminute für Jorge Toro eingewechselt wurde. Bei der Südamerikameisterschaft stand Hoffmann noch bei den Siegen gegen Bolivien und Uruguay in der Startelf. Das Team von Fernando Riera wurde Fünfter der sieben Teilnehmer. Bis 1965 spielte Hoffmann noch bei Freundschaftscups. Das letzte Länderspiel absolvierte Hoffmann bei der Copa Juan Pinto Durán im Mai 1965 gegen Uruguay.

### Trainer
Carlos Hoffmann trainierte in der Saison 1981 Deportes Concepción, bis er durch Jaime Ramírez ersetzt wurde. Am Ende stieg Concepción als Tabellenvierzehnter aus der Primera División ab.

## Erfolge
Santiago Wanderers
- Chilenischer Meister: 1958
- Chilenischer Pokalsieger: 1959, 1961

## Sonstiges
Sein Bruder Reynaldo Hoffmann ist dreifacher Nationalspieler und dessen Söhne Reinaldo und Alejandro spielten ebenfalls professionell Fußball. Zudem ist Carlos Hoffmann über seine Nichte Lorena der Großonkel von Mark González.